# Речна минога
Речната минога (Lampetra fluviatilis) е вид безчелюстна риба от семейство Миногови (Petromyzontidae). Видът не е застрашен от изчезване.

## Разпространение и местообитание
Разпространен е в Беларус, Белгия, Великобритания, Германия, Гърнси, Дания, Джърси, Естония, Ирландия, Латвия, Литва, Люксембург, Ман, Нидерландия, Норвегия, Полша, Русия, Украйна, Финландия, Франция, Чехия и Швеция.
Регионално е изчезнал в Италия и Швейцария и вероятно е изчезнал в Португалия.
Обитава крайбрежията и пясъчните дъна на сладководни и полусолени басейни, морета, реки и потоци. Среща се на дълбочина от 10 до 103 m, при температура на водата от 3,3 до 11,9 °C и соленост 6,2 – 35,4 ‰.

## Описание
На дължина достигат до 50 cm, а теглото им е максимум 150 g.
Продължителността им на живот е около 10 години.